# سن بارتولومئو این گولدو
سن بارتولومئو این گولدو (به ایتالیایی: San Bartolomeo in Galdo) یک کومونه در ایتالیا است که در استان بنونتو واقع شده‌است.

## خصوصیات
سن بارتولومئو این گولدو ۸۲٫۳ کیلومترمربع مساحت و ۵٬۵۳۵ نفر جمعیت دارد و ۵۹۷ متر بالاتر از سطح دریا واقع شده‌است.

## خواهرخوانده
شهرهای Ripa Teatina و فراتسانو خواهرخوانده‌های سن بارتولومئو این گولدو هستند.